# Tolmerus mixtus
Tolmerus mixtus là một loài ruồi trong họ Asilidae. Tolmerus mixtus được Becker miêu tả năm 1908.